# Université d'État de Californie à Fresno

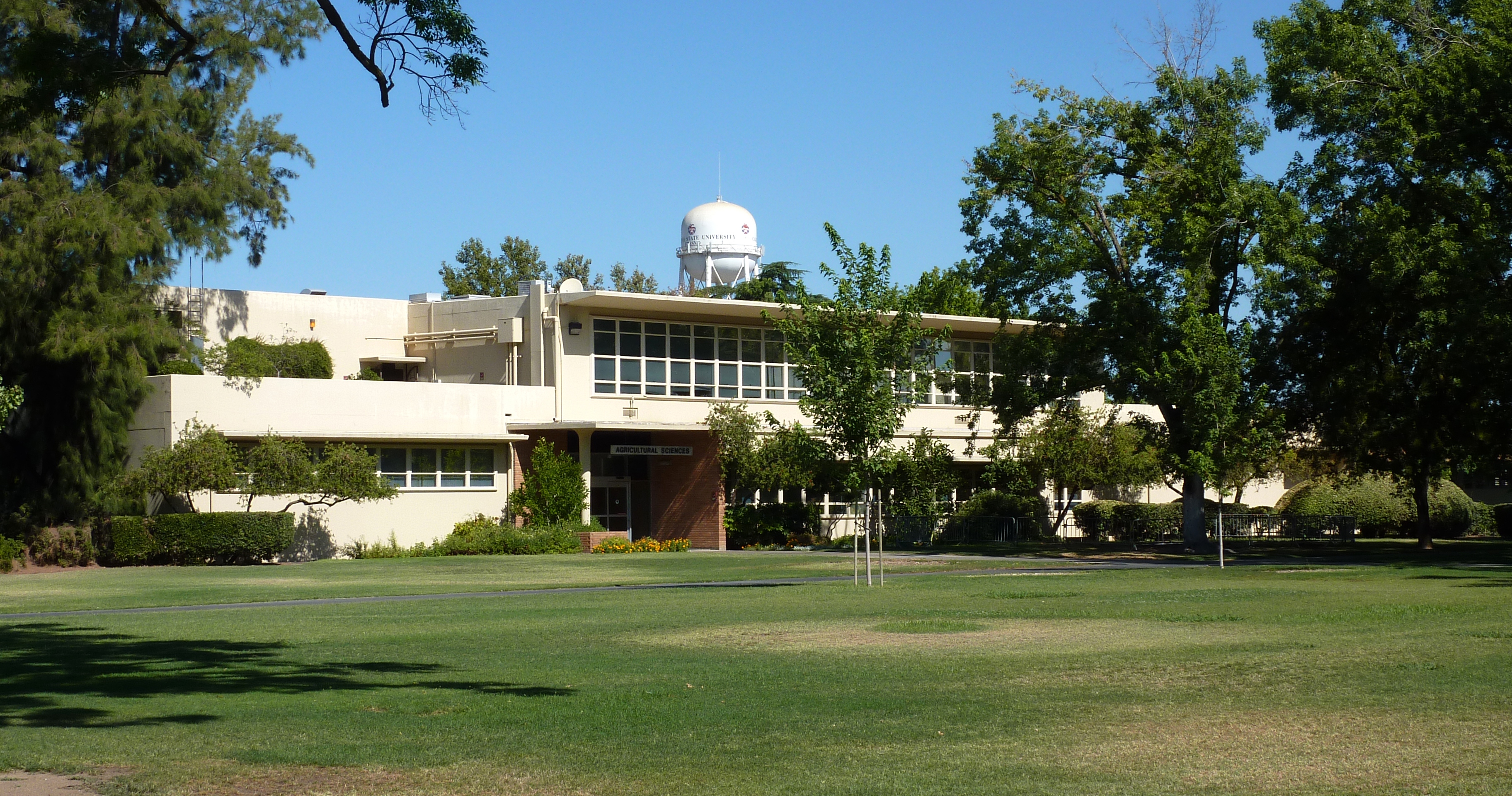
Bâtiment de l'Agriculture, Fresno State, Fresno (Californie).

L’université d’État de Californie à Fresno (en anglais California State University, Fresno), couramment appelée Fresno State est le 6e campus fondé par l'université d'État de Californie, situé à Fresno (Californie).
En sport, les Bulldogs de Fresno State défendent les couleurs de l'université au sein de la Mountain West Conference, en division I FBS de NCAA.

## Personnalités liées à l'université

### Étudiants
- David St. John
- Pierre Croce
- Robert Beltran